# 1886 en chimie
Cet article présente les faits marquants de l'année 1886 en chimie.

## Évènements
- 6 février : le chimiste allemand Clemens Winkler  découvre l'élément chimique germanium[1],[2].
- 23 avril : le métallurgiste français Paul Héroult dépose la demande de brevet pour la production de l'aluminium par électrolyse, accordé le 1er septembre[3].

- 26 juin : le chimiste français Henri Moissan isole le fluor par électrolyse[4],[2].
- 9 juillet : le chimiste américain Charles Martin Hall dépose la demande de brevet pour la fabrication de l’aluminium par électrolyse, découverte simultanément en France et aux États-Unis[5].
- En étudiant les tubes à décharge, le  physicien allemand Eugene Goldstein observe expérimentalement les rayons canaux ou rayons anodiques qui se dirigent en sens inverse des rayons cathodiques. Ernest Rutherford découvre en 1914 qu'il s'agit d'ions hydrogène, plus tard appelés protons[6].
- Le chimiste français Paul-Emile Lecoq de Boisbaudran découvre le dysprosium en conséquence de ses recherches sur l’oxyde d’yttrium non purifié[7],[8].
- Le chimiste français Paul-Emile Lecoq de Boisbaudran confirme la découverte de l'oxyde de gadolinium du chimiste suisse Jean Charles Galissard de Marignac en 1880 en isolant le métal pur[9].
- Le chimiste allemand Hans Heinrich Landolt découvre la réaction horloge à l'iode[10],[11], qui est une expérience classique de démonstration d'horloge chimique visant à afficher la cinétique chimique en action.

## Prix
- Médaille Davy : Jean Charles Galissard de Marignac pour ses recherches sur les masses atomiques[12],[13].

## Naissances
- 8 mars[14] : Edward Calvin Kendall (mort en 1972), chimiste américain.
- 28 avril[15] : Suzanne Zélie Pauline Veil (morte en 1956), chimiste française[16].

- 12 septembre[17] : Gilbert Rougier (mort en 1947), ingénieur-chimiste puis astronome français.
- 13 septembre[18] : Robert Robinson (mort en 1975), chimiste britannique, prix Nobel de chimie en 1947[19],[20].

## Décès
- 17 août[21] : Alexandre Boutlerov (né en 1828), chimiste russe.
- 21 octobre[22],[23] : Jules Bouis (né en 1822), chimiste français.